# يوتاكا فوكوموتو
يوتاكا فوكوموتو (باليابانية: 福本豊؛ بالكانا: ふくもと ゆたか) هو لاعب كرة قاعدة وتارينتو ياباني، ولد في 7 نوفمبر 1947 في إكونو-كو في اليابان.

## وصلات خارجية
- يوتاكا فوكوموتو على موقع الدوري الياباني لكرة القاعدة (الإنجليزية)
- يوتاكا فوكوموتو على موقعبيزبول رفرنس.كوم (الدوري الثانوي) (الإنجليزية)